# ألفريد زيما
ألفريد زيما (بالألمانية: Alfred Zima)‏ (مواليد 23 أغسطس 1931) هو ملاكم نمساوي، مثّل بلاده في الألعاب الأولمبية الصيفية 1952.

## روابط خارجية
ألفريد زيما على موقع أوليمبيديا (الإنجليزية)